# Jimmy McIlroy
James „Jimmy“ McIlroy (* 25. Oktober 1931 in Lambeg; † 20. August 2018) war ein nordirischer Fußballspieler.

## Sportlicher Werdegang

### Vereinskarriere
McIlroy begann seine Profikarriere beim Glentoran FC, wechselte aber bereits in jungen Jahren 1950 zum FC Burnley nach England. Kurz vor seinem 19. Geburtstag debütierte er Im Oktober im Ligaspiel gegen den FC Sunderland in der englischen Eliteserie. In den folgenden Jahren avancierte er an der Seite von Jimmy Adamson, John Angus und Brian Miller zum Stammspieler des Klubs und gehörte zur Meistermannschaft von 1960, als mit einem Punkt Vorsprung auf die Wolverhampton Wanderers zum zweiten Mal in der Vereinsgeschichte nach 1921 der Titel gewonnen wurde. Zwei Jahre später stand er neben Alex Elder, Jimmy Robson und John Connelly im Endspiel um den FA Cup, das Tottenham Hotspur jedoch mit einem 3:1-Erfolg für sich entschied.
Nach zwölf Jahren beim FC Burnley verkaufte ihn der Vorsitzende Bob Lord im Januar 1963 an Stoke City. Beim abgebenden Verein kam es daraufhin zu Protesten der Anhänger des Klubs, die teilweise in der Folge die Spiele des Vereins boykottierten. Bei Stoke City blieb er drei Jahre, ehe er im Sommer 1968 bei Oldham Athletic seine Karriere beendete. Kurzzeitig versuchte er sich später als Trainer und war als erster Nicht-Engländer im November 1970 für die Bolton Wanderers verantwortlich. Nach 18 Tagen im Amt ersetzte ihn Jimmy Meadows.

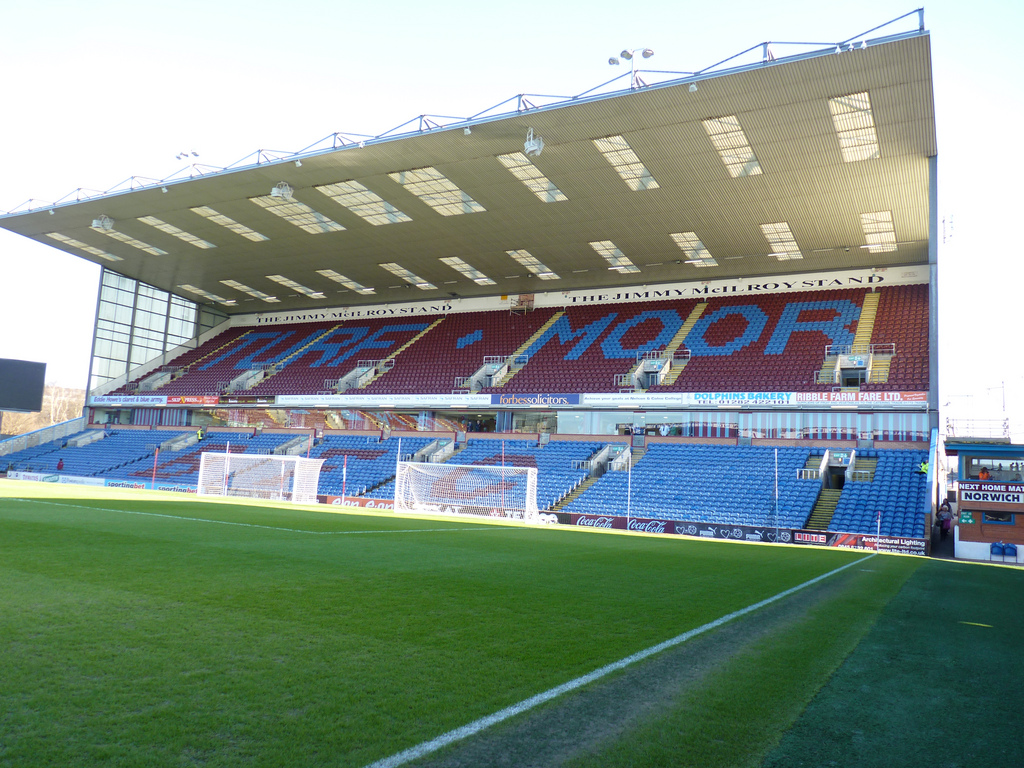
Jimmy-McIlroy-Tribüne im Turf-Moor-Stadion

### Nationalmannschaftskarriere
McIlroy debütierte 1951 in der nordirischen Nationalmannschaft. Mit ihr qualifizierte er sich erstmals für eine Weltmeisterschaftsendrunde, als die Mannschaft sich gegen Italien und Portugal durchsetzte und die Weltmeisterschaft 1958 erreichte. In der Gruppenphase kam er in allen drei regulären Spielen sowie dem Entscheidungsspiel gegen die punktgleiche Auswahlmannschaft der Tschechoslowakei zum Einsatz. Hatte sie dieses mit 2:1 nach Verlängerung gewonnen, war die erschöpfte Mannschaft zwei Tage später gegen Frankreich bei der 0:4-Niederlage chancenlos. 1965 bestritt er das letzte seiner 55 Länderspiele.

## Tod
McIlroy starb am 20. August 2018 im Alter von 86 Jahren.